# Узункёпрю
Узункёпрю (тур. Uzunköprü), ранее Памфил  — город и район в провинции Эдирне (Турция). Название (в переводе означает «длинный мост») дано в честь находящегося здесь самого длинного моста Османской империи (174 арки общей длиной 1 379 метров), построенного ещё в XV веке.
В 1912 году в городе и районе проживало 19 197 греков, 10 610 турок и 5 600 болгар.